# سید حسین اردبیلی
سیدحسین اردبیلی (١٢۵٩ه.اردبیل،آذربایجان،ایران-٧ تیرماه ١٢٩٧) از سیاستمداران ایرانی بود، که در دوره دوم بعنوان نماینده مشهد در مجلس شورای ملی حضور داشت.

## ابتدای زندگی
در سال ۱۲۹۷ قمری در اردبیل به دنیا آمد. تحصیلات اولیه خود را در اردبیل گذراند و در محضر اساتید بزرگ من‌جمله آخوند میرزا محمدعلی میر آخوراوغلی کسب دانش نمود. آنگاه از طریق قفقاز عازم مشهد گردید. هنگام اقامت کوتاه خود در قفقاز با دنیای خارج آشنا گردید و از افکار آزادیخواهان آن حوزه بهره گرفت.

## دوره فعالیت اجتماعی
او در مشهد از دانش آموختگان ساعی و باهوش بود. در اندک زمانی به مراحل ادب و معارف اسلامی دست یافت. در ضمن با توجه به وضع سیاسی آن دوره در نشر افکار آزادی‌خواهی کوشش نمود. ابتدا با نشر شب‌نامه سپس با نشر روزنامه خراسان در سال ۱۳۲۷ قمری به نشر افکار آزادیخواه پرداخت. این روزنامه جوانان خراسان از جمله محمدتقی ملک الشعراء بهار رابه دور هم جمع کرد و وسیله‌ای برای رشد استعدادهای درونی آن‌ها گشت.
خراسانیها دردوره دوم مجلس شورای ملی سید حسین رابه نمایندگی خود در مجلس انتخاب کردند. او منشی کمیسیون معارف مجلس بود و اقامت در تهران و حشر و نشرش با رجال و آزادیخواهان، وی را در ردیف مهره‌های سیاسی کشور قرار داد. اردبیلی باقبول مدیریت روزنامه ایران در پیشبر اهداف آزادی‌خواهی خواهان نقش ارزشمندی را ایفا نمود. مرگ وی در بیستم رمضان ۱۳۳۶ اتفاق افتاد. مدفن او در گورستان ابن بابویه است.
اردبیلی در شعر و ادب فارسی استعداد قابل تحسینی داشت. مخمس زیر استقبالی است که از اشعار سعدی نموده‌است:
| مال وجانی که نشد مصرف راه معبود  |  | چه ثمرباشدازاین جان و از آن مال چه سود |
| جود کن زانکه کسی تخم نکشته ندرود |  | شرف مرد به جوداست و کرامت بسجود        |

| هر که این هر دو ندارد عدمش به زوجود |